# 若狭町

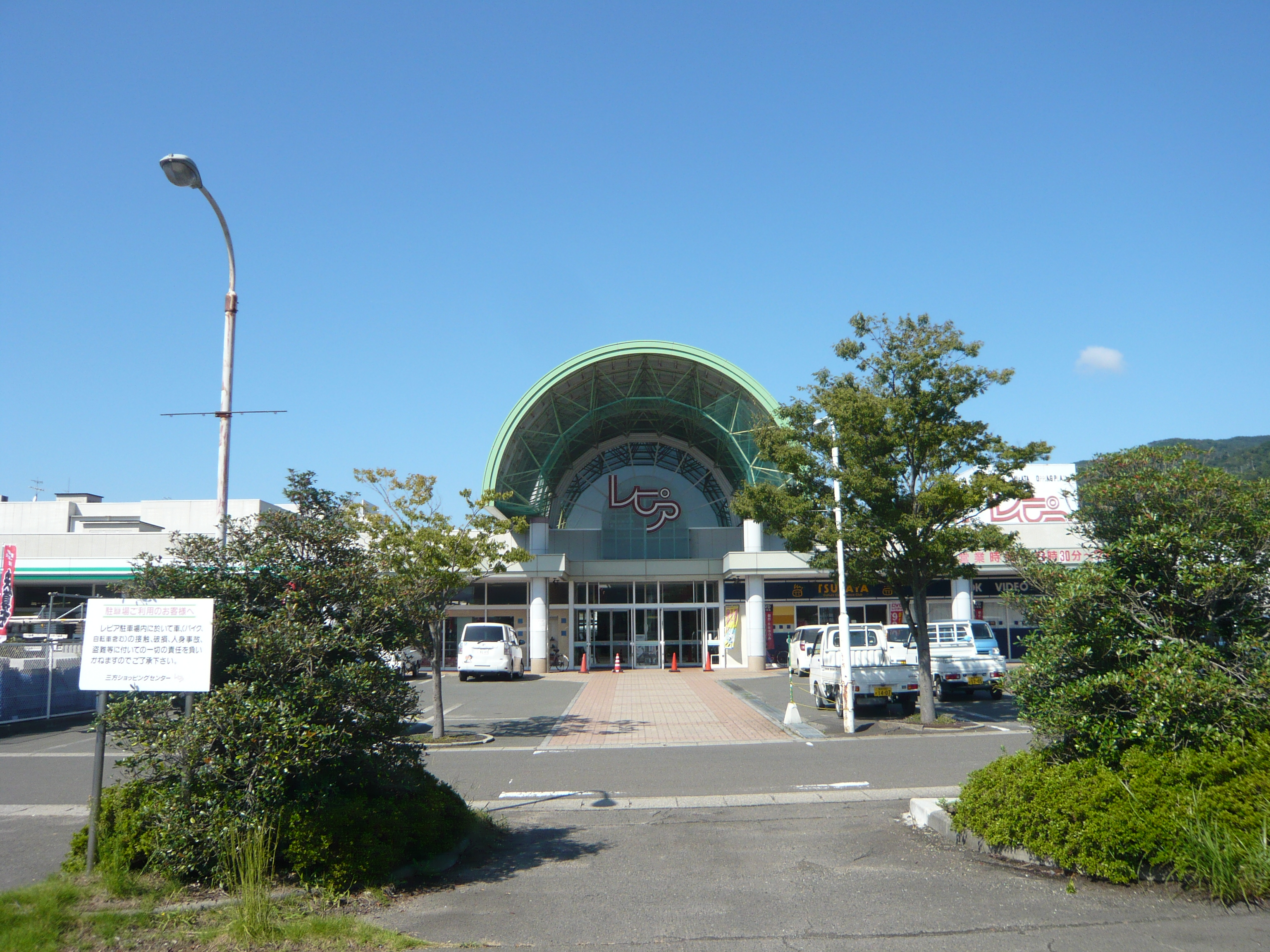
三方町中心部にあるショッピングセンターレピア

若狭町（わかさちょう）は、福井県三方上中郡に属する町。若狭地方の中央に位置し、若狭湾に面する。南東部で滋賀県湖西に接し、県境沿いに野坂山地が横たわる。若狭湾国定公園に属し、ラムサール条約指定湿地に登録されている三方五湖がある。

## 地理
福井県の西部、嶺南地域や若狭地方に位置する。海岸は若狭湾のリアス式海岸の一部を成している。南に滋賀県湖西との県境には800m級と比較的低い山々が連なり、高島トレイルのルートでハイキング感覚で登山が探訪できる。美浜町との境界にはラムサール条約登録湿地の三方五湖がある。若狭国と京都を結ぶ鯖街道の通った地としても知られ、隣接する小浜市とともに「海と都をつなぐ若狭の往来文化遺産群 - 御食国若狭と鯖街道 -」の名で日本遺産第一号に認定された。また、街道沿いの熊川宿は重要伝統的建造物群保存地区となっている。倉見峠を分水嶺とし、はす川が三方五湖に注ぎ三十三間山を源流とする北川が水坂峠周辺の渓流がおよび鳥羽川と合流しそれらの流域に平地が開ける。
日本海側気候であり、豪雪地帯でもある。
- 山：三十三間山、若狭駒ヶ岳、梅丈岳
- 川：北川、はす川、鳥羽川
- 湾：若狭湾、世久見湾
- 半島：常神半島、黒崎半島（別名：田烏半島）
- 湖 : 三方五湖

### 地区
- 三方（旧三方東部、旧八村）
- 西田（旧三方西部、旧西田村）
- 三十三（旧三方南部、旧十村）
- 鳥羽（旧鳥羽村）
- 三宅（旧三宅村）
- 野木（旧野木村）
- 瓜生（旧瓜生村）
- 熊川（旧熊川村）

### 人口
| |                                        |  |
| 若狭町と全国の年齢別人口分布（2005年） | 若狭町の年齢・男女別人口分布（2005年） |  |
| ■紫色 ― 若狭町 ■緑色 ― 日本全国 | ■青色 ― 男性 ■赤色 ― 女性              |  |
| 若狭町（に相当する地域）の人口の推移 \| 1970年（昭和45年） \| 18,090人 \| \| \| 1975年（昭和50年） \| 17,873人 \| \| \| 1980年（昭和55年） \| 18,114人 \| \| \| 1985年（昭和60年） \| 18,026人 \| \| \| 1990年（平成2年） \| 17,835人 \| \| \| 1995年（平成7年） \| 17,567人 \| \| \| 2000年（平成12年） \| 17,313人 \| \| \| 2005年（平成17年） \| 16,780人 \| \| \| 2010年（平成22年） \| 16,099人 \| \| \| 2015年（平成27年） \| 15,257人 \| \| \| 2020年（令和2年） \| 14,003人 \| \| |                                        |  |
| 総務省統計局 国勢調査より |                                        |  |
| 1970年（昭和45年） | 18,090人                               |  |
| 1975年（昭和50年） | 17,873人                               |  |
| 1980年（昭和55年） | 18,114人                               |  |
| 1985年（昭和60年） | 18,026人                               |  |
| 1990年（平成2年） | 17,835人                               |  |
| 1995年（平成7年） | 17,567人                               |  |
| 2000年（平成12年） | 17,313人                               |  |
| 2005年（平成17年） | 16,780人                               |  |
| 2010年（平成22年） | 16,099人                               |  |
| 2015年（平成27年） | 15,257人                               |  |
| 2020年（令和2年） | 14,003人                               |  |

#### 健康
- 平均年齢 51.7歳（2020年国勢調査）

## 歴史
若狭国の国府は奈良時代から平安時代は隣接する小浜市に置かれたが、鎌倉時代の武士の時代になると若狭町の堤に若狭守護である惟宗忠季が入部し堤を名字とした、これにより堤が若狭の中心となった。堤氏は後に守護の地位を追われたが、三方に本拠地を移し三方氏と名を変え、室町時代には室町幕府の守護代として一色氏の最有力家臣となった。中世初期に於いて旧上中町が属する遠敷郡は中郡ともよばれ若狭の中心的地域であったといえる。

### 年表
- 2005年（平成17年）3月31日 - 三方郡三方町及び遠敷郡上中町が合併して、三方上中郡若狭町が発足する。

## 行政
- 町長：渡辺 英朗

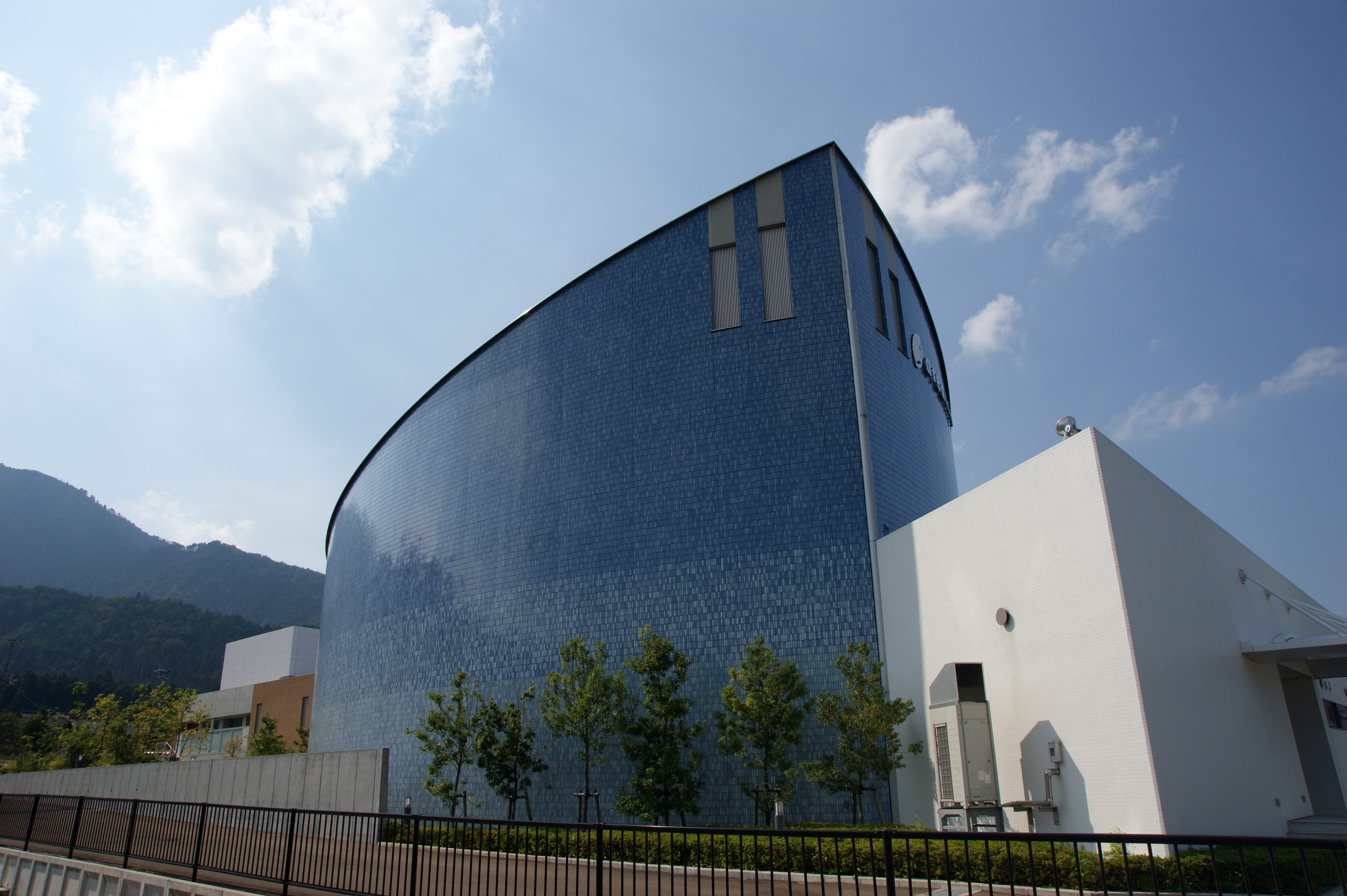
パレア若狭の音楽ホール

- 町長職務執行者：津田雅司（旧上中町長）※町長の任期開始とともに失職。

歴代町長
- 初代：千田千代和（2005年 - 2009年）
- 第2代：森下裕（2009年 - 2021年)
- 第3代：渡辺英朗（2021年 - ）

### 町役場
若狭町では分庁方式を採用している。
- 三方庁舎（旧三方町役場）福井県三方上中郡若狭町中央第1号1番地
- 上中庁舎（旧上中町住民センター）福井県三方上中郡若狭町市場第20号18番地

組織の詳細は町公式ホームページを参照。

### 姉妹都市・提携都市
- 高槻市（大阪府）

1993年（平成5年）1月22日提携
- 南越前町（福井県）

1998年（平成10年）4月21日提携
- 吹田市（大阪府）

2004年（平成16年）11月13日提携
- 三木市（兵庫県）

2016年（平成28年）5月31日提携（災害時相互応援協定締結）

### 市町村合併（若狭町の設置）

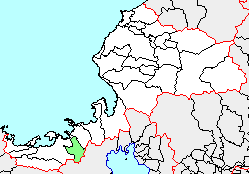
旧・上中町の県内位置図

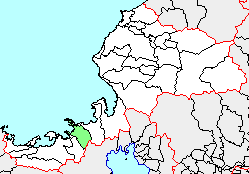
旧・三方町の県内位置図

2000年代の福井県嶺南地方では、関西電力の原子力発電所立地の影響で、発電所立地自治体（敦賀市・美浜町・大飯町（現おおい町）・高浜町）と非立地自治体の間で財政に格差があり、立地自治体は市町村合併に対して積極的な動きを見せていない。

#### 合併に伴う影響
- 警察・消防・保健所は従来どおり旧町別のまま。特に町村内で保健所管掌区域が分かれる例は全国唯一となっている。
- 電話に関しても旧町相互では市外局番なしに電話はかからない。ただし有線放送電話は市外局番なしにつながる。
- ケーブルテレビも旧三方町は三方郡で美方ケーブルネットワークを設立したが、旧上中町は町営のケーブルネットワークかみなかとして小浜市のケーブルテレビ若狭小浜を中心とする若狭5市町村のCATVネットワークに参加したためそれぞれ別になっており、行政情報もそれぞれの局で放送している。
- ごみ処理

※ 旧上中町では小浜市にごみを持ち込んでいたが、旧三方町は合併直前に美浜町と共同でエコクル美方（ガス化溶融施設・リサイクルプラザ）を稼動したため、それぞれで処理場が別になり、そのために旧三方町の区域及び旧上中町の区域で分別方法が違うという事態となっている。
- 生活圏では旧三方町の区域では敦賀市へ属し、旧上中町の区域では小浜市に属している。
- 字の名称を次のとおりに変更する。  旧三方郡三方町黒田の名称を東黒田に変更する。旧遠敷郡上中町黒田の名称を上黒田に変更する。
- 斎場は2009年4月までは上中地区は小浜市の若狭霊場を使っていたが、三方地区は旧三方町斎場を使っていた。しかし今回新たに若狭町北前川に若狭町斎場を設置した。2009年4月からは両地区もそちらを使うようになる。しかし宮型霊柩車にて北前川地区への進入ができないため、宮型霊柩車を所持・使用するセレモニーホール上中若狭斎場（若狭斎場）で葬儀を行う場合に限り若狭霊場へ運ぶ。

## 議会

### 町議会
- 若狭町議会：定数14人（任期満了2021年4月30日[2]）

### 県議会
若狭町から選出される福井県議会議員の定数は（小浜市・三方郡と合わせ）3議席である。現任期の満了日は、2021年（令和3年）6月30日である。
- 2019年福井県議会議員選挙

### 国会
衆議院
若狭町は、敦賀市、小浜市、越前市、鯖江市、今立郡、南条郡・南越前町、丹生郡・越前町、三方郡・美浜町、大飯郡・高浜町、おおい町とで構成される福井県第2区が選挙区となる。なお、当選挙区の衆議院選挙比例代表区選出議員については、比例北陸信越ブロックを参照のこと。
参議院
若狭町は北陸信越ブロックに属し、福井県選挙区は参議院一人区の1つ。また、現行制度（2001年、第19回参議院議員通常選挙より）の比例区は「参議院比例区」を参照のこと。

## 教育

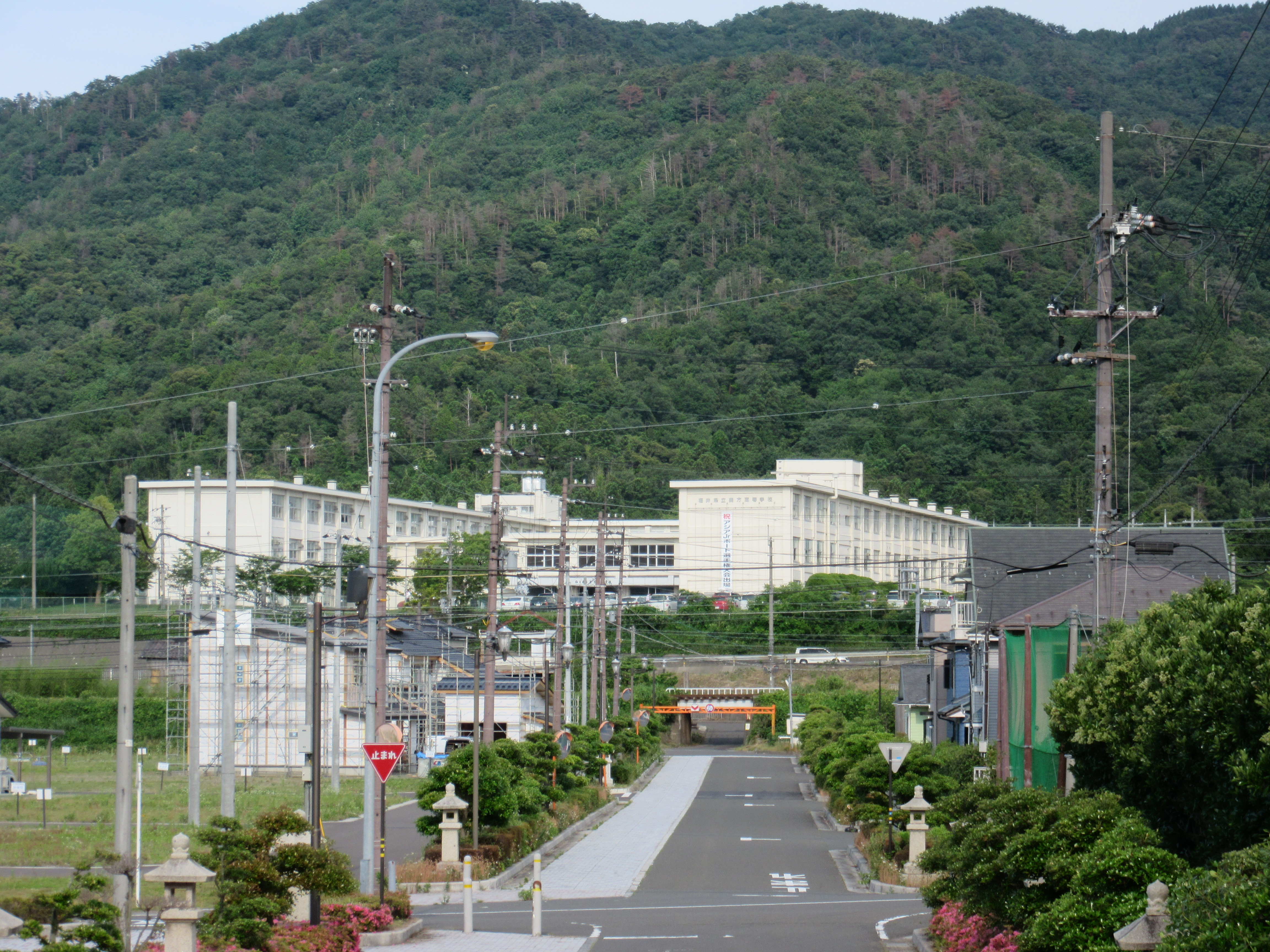
福井県立美方高等学校

### 小学校
合併に伴い、一部で校名変更を実施している。
- 若狭町立みそみ小学校 （旧三方第三小学校、上野）
- 若狭町立明倫小学校（藤井）
- 若狭町立三方小学校（旧三方第一小学校、三方）
- 若狭町立気山小学校（気山）
- 若狭町立梅の里小学校（旧三方第二小学校、田井） - 2016年3月に休校した若狭町立岬小学校を統合[3]。
- 若狭町立鳥羽小学校（三田）
- 若狭町立瓜生小学校（脇袋）
- 若狭町立熊川小学校（熊川）
- 若狭町立三宅小学校（井ノ口）
- 若狭町立野木小学校（武生）

2025年、瓜生小と熊川小を統合し「上中小学校」を設置予定。

### 中学校
- 若狭町立三方中学校（北前川） - 2016年3月に休校した岬分校を統合[3]。
- 若狭町立上中中学校（井ノ口）

### 高等学校
- 福井県立美方高等学校（気山）

## 施設

### 裁判所
- 福井地方裁判所 敦賀支部（管轄地：三方上中郡・若狭町、敦賀市、小浜市、三方郡・美浜町、大飯郡・高浜町、おおい町 ）
- 福井家庭裁判所 敦賀支部（管轄地：三方上中郡・若狭町、小浜市、三方郡・美浜町）
- 小浜簡易裁判所 （管轄地：三方上中郡・若狭町（一部地域除く）、小浜市、大飯郡・高浜町、おおい町）

### 保育所
- 中央保育所（鳥浜）
- みそみ保育所（井崎）
- 気山保育所（上瀬）
- 明倫保育園（藤井）
- 梅の里保育園（田井）
- 岬保育所（小川）
- とばっ子保育園（大鳥羽）
- 三宅保育所（井ノ口）
- ののはな保育園（玉置）
- わかば保育園（瓜生）

### 文化施設
- 福井県年縞博物館（鳥浜） - 立命館大学古気候学研究センター福井研究所を併設
- 若狭三方縄文博物館（鳥浜）

## 交通

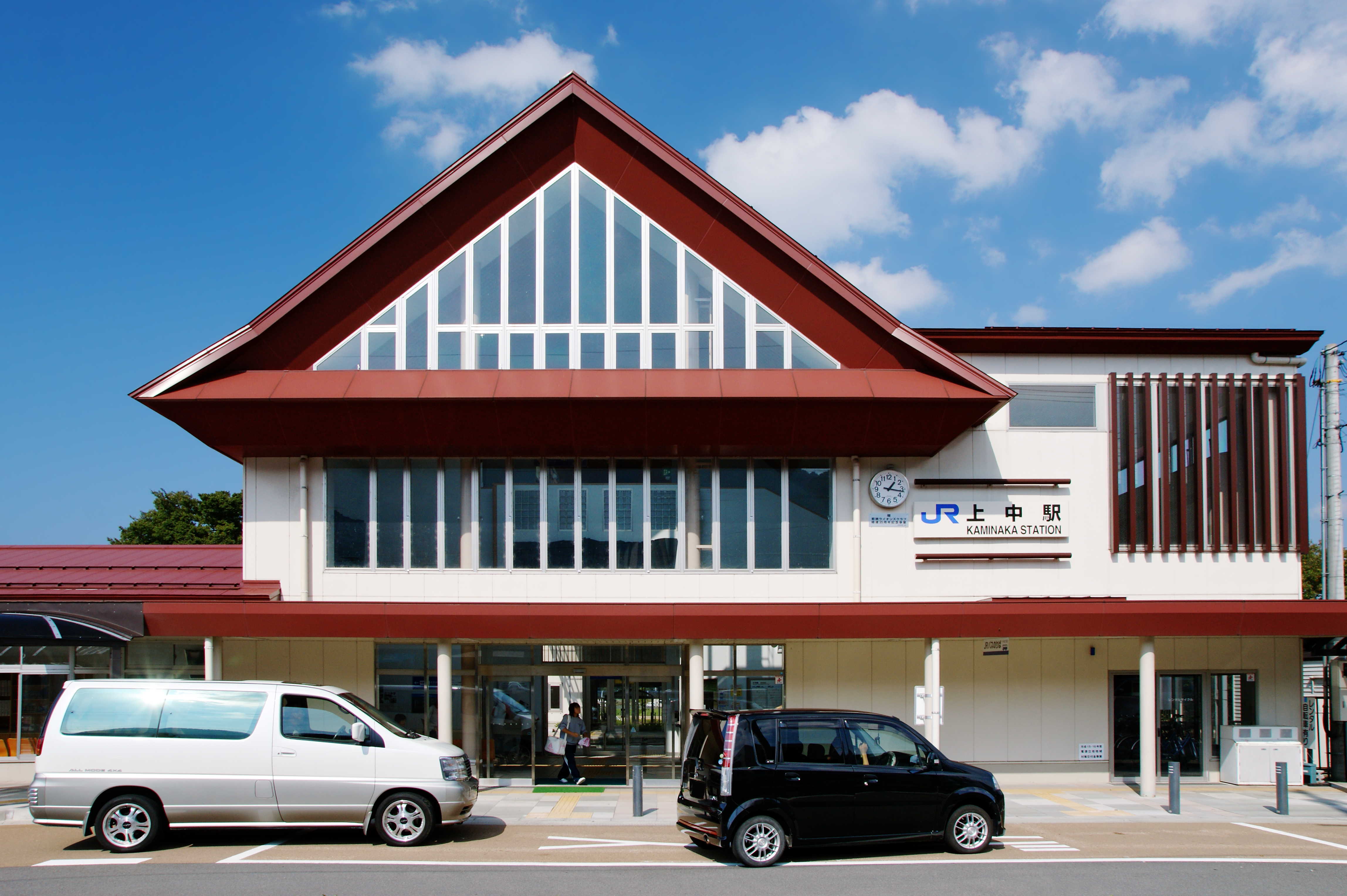
上中駅

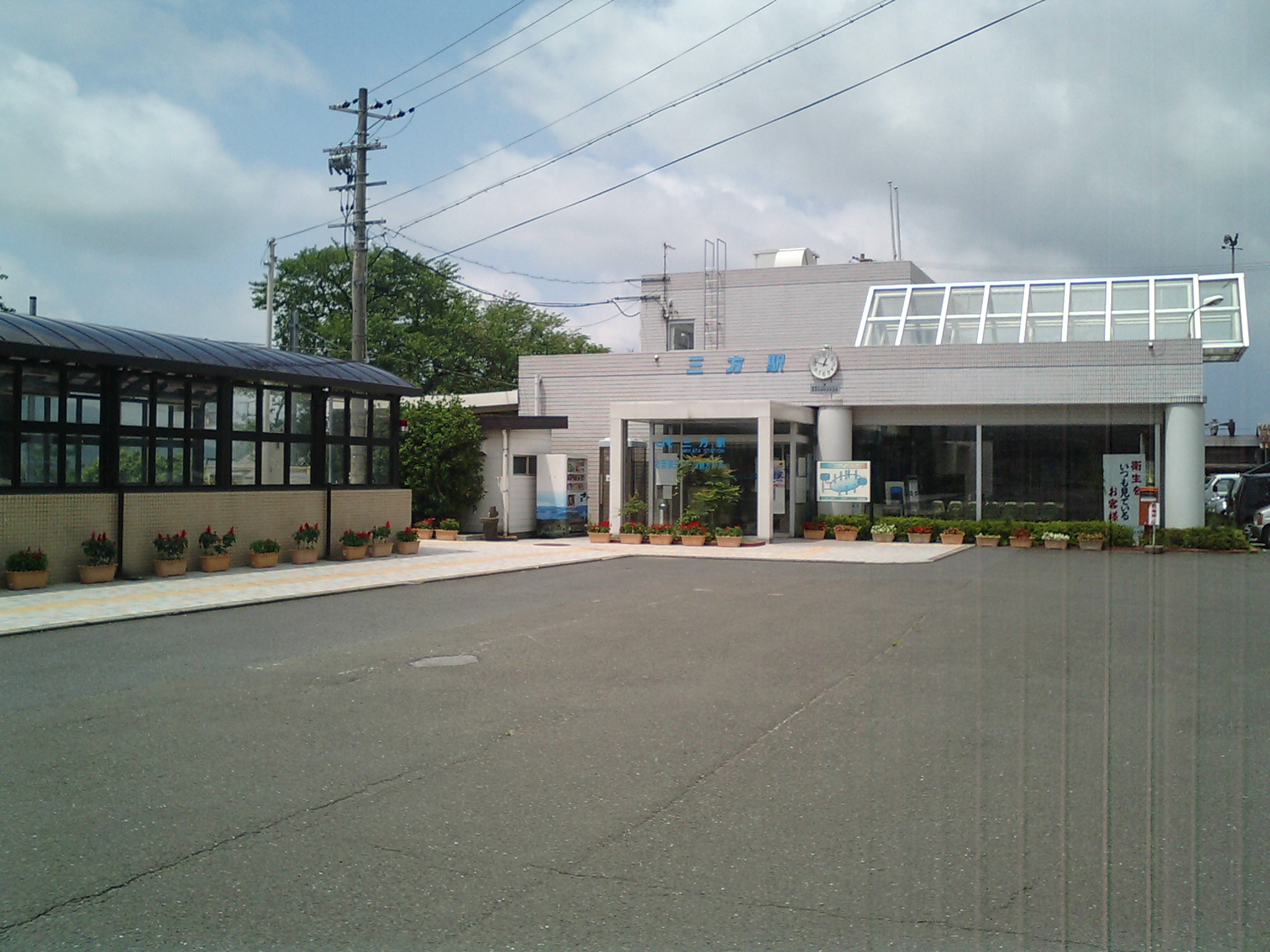
三方駅

旧上中町と旧三方町の間を結ぶ主な交通は、国道27号（倉見峠）、JR小浜線（天狗山トンネル）、広域農道若狭梅街道（若狭トンネル）、舞鶴若狭自動車道（鈴ヶ獄トンネル）の4つである。

### 鉄道
西日本旅客鉄道（JR西日本）
- 小浜線：気山駅 - 三方駅 - 藤井駅 - 十村駅 - 大鳥羽駅 - 若狭有田駅 - 上中駅

小浜線の上中駅から湖西線の近江今津駅へと結ぶ短絡線、琵琶湖若狭湾快速鉄道（通称：若狭リゾートライン）の建設計画を自治体として進めていた。しかし、北陸新幹線の経路が小浜を経由するものに決定し、近畿地方の中心部と若狭地方を結ぶ目的は果たされるとして計画は中止となった。

### 路線バス等
一般路線バス等
- 西日本JRバス若江線：小浜駅 - 上中駅 - 若狭熊川 - 近江今津駅
- 若狭町営バス：レイクヒルズ美方病院 - 三方駅 - 三方庁舎前 - 小川 - 岬小学校前 - 常神
- 美浜町コミュニティバス丹生線「ブルースカイ」・新庄線「やまびこ」・日向線「ゆうなぎ」
  - 全路線が「美方高校」・「レイクヒルズ美方病院」へ乗り入れる。
- 小浜市コミュニティバス「あいあいバス」宮川線

高速バス
- 近鉄バス「三方・常神ライナー」：大阪（なんばOCAT・梅田）・京都駅 = 道の駅若狭熊川宿 - （町内） - 常神
  - 1月から2月までの土曜日に常神行、日曜日に大阪行を運行。

### 道路
高速道路
- 舞鶴若狭自動車道
  - （小浜市） - (12)若狭上中IC - (12-1)三方五湖PA/SIC - (13)若狭三方IC - （三方郡美浜町）

一般国道
- 国道27号
- 国道162号
- 国道303号

（東西を国道27号が貫く。三方から世久見回りで小浜市へ国道162号が抜け、三宅から高島市へ国道303号が抜ける。）
県道
- 福井県道22号上中田烏線
- 福井県道24号小浜上中線
- 福井県道130号河内熊川線
- 福井県道144号三方停車場線
- 福井県道145号十村停車場線
- 福井県道216号常神三方線
- 福井県道217号海士坂鳥浜線
- 福井県道218号新道安賀里線
- 福井県道219号本保平野線
- 福井県道244号三方五湖公園線
- 福井県道246号杉山兼田線
- 福井県道273号三方五湖レインボーライン線

広域農道
- 若狭広域農道（若狭梅街道）

林道
- 広域基幹林道若狭幹線
- 林道海士坂線

道の駅
- 若狭熊川宿（熊川）
- 三方五湖（鳥浜）

## 名所・旧跡・観光スポット・祭事・催事

### 文化財

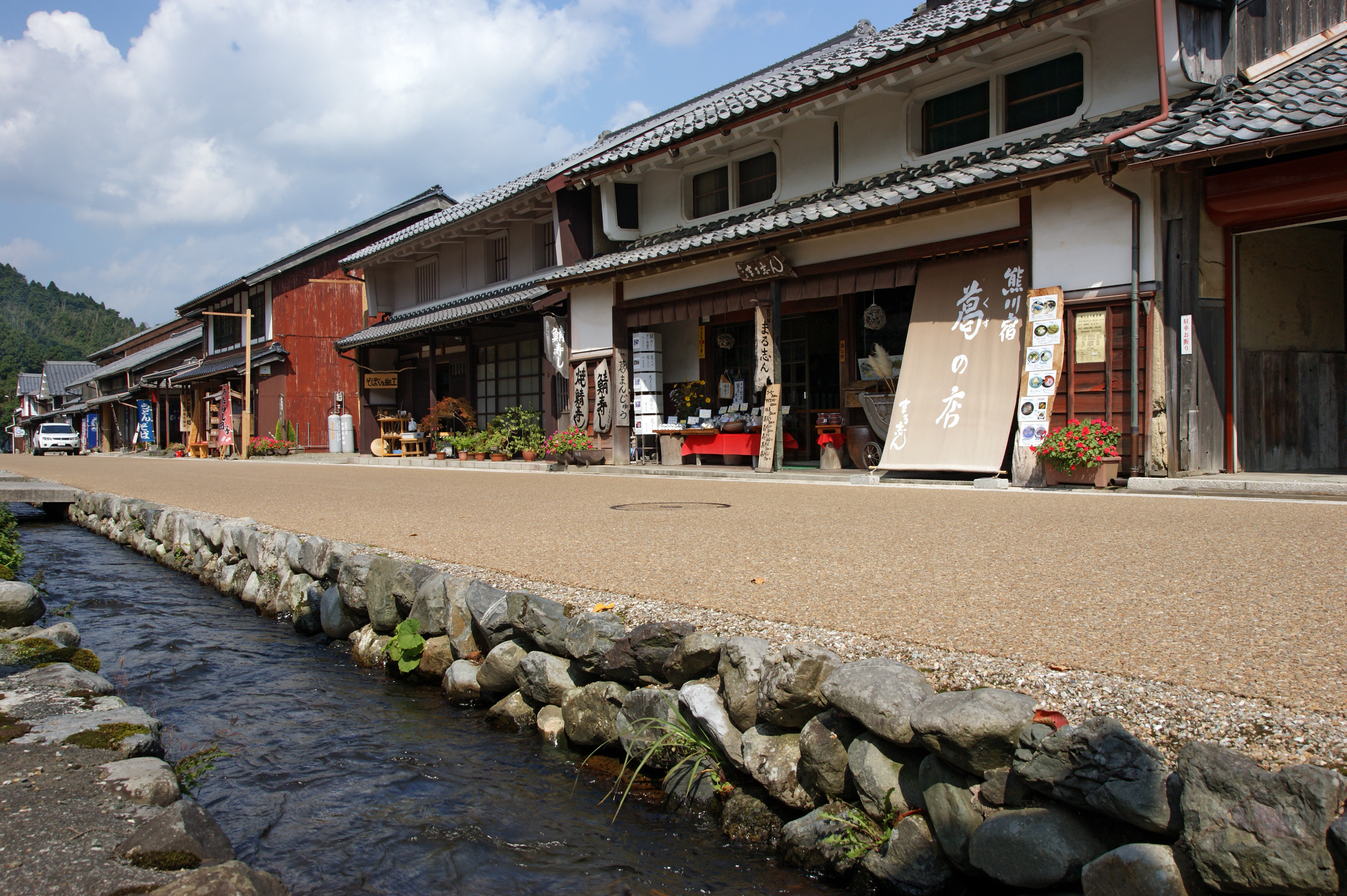
熊川宿

- 三方五湖 - 若狭町と美浜町に跨って位置する5つの湖。ラムサール条約に登録されている。湖の周囲には梅畑が広がる景勝地である。国の名勝。
- 熊川宿 - 鯖街道の宿場町。重要伝統的建造物群保存地区。中を流れる川は平成の名水百選。
  - 若狭鯖街道熊川宿資料館「宿場館」 - 旧熊川村役場を利用した洋風建築の資料館。
  - 旧逸見勘兵衛家 - 江戸時代建築の町家。
  - 道の駅若狭熊川宿
- 安楽寺 - 木造聖観音立像が重要文化財。
- 法順寺 - 木造十一面観音立像が重要文化財。
- 下船塚古墳 - 国の史跡。
- 上船塚古墳 - 国の史跡。
- 中塚古墳 - 国の史跡。
- 上ノ塚古墳 - 国の史跡。
- 西塚古墳 - 国の史跡。
- 三宅区火の見櫓および倉庫 - 国の登録有形文化財。
- 常神半島の神子の桜 - 国の名勝。
- 常神半島の常神のソテツ - 国の天然記念物。
- 玉置の庄廻り地蔵 - 町指定無形民俗文化財[6]。
- 三宅の庄廻り地蔵 - 町指定無形民俗文化財[6]。

### 名所・旧跡
- 大蔵寺 - 若狭観音霊場10番札所。

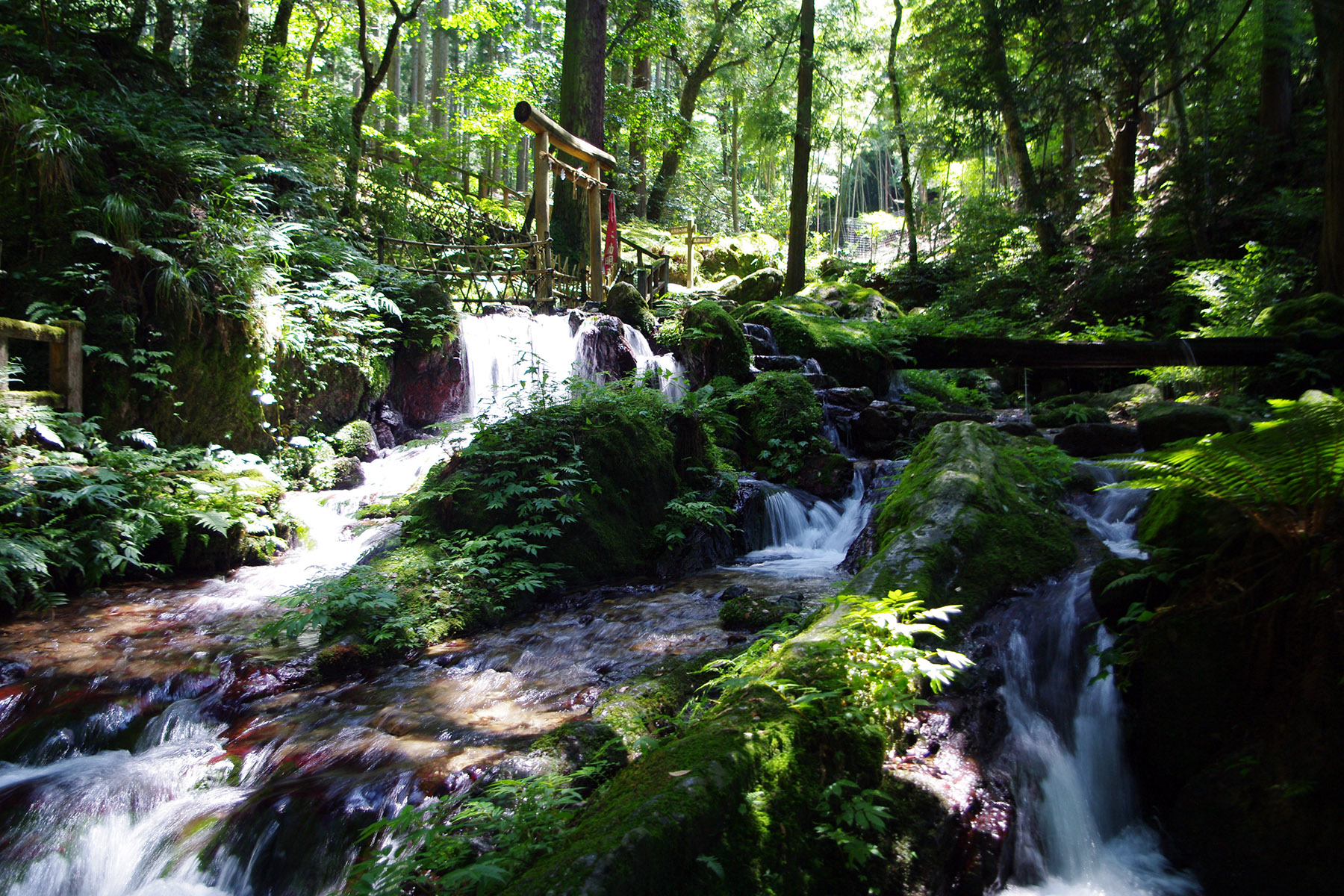
瓜割の滝

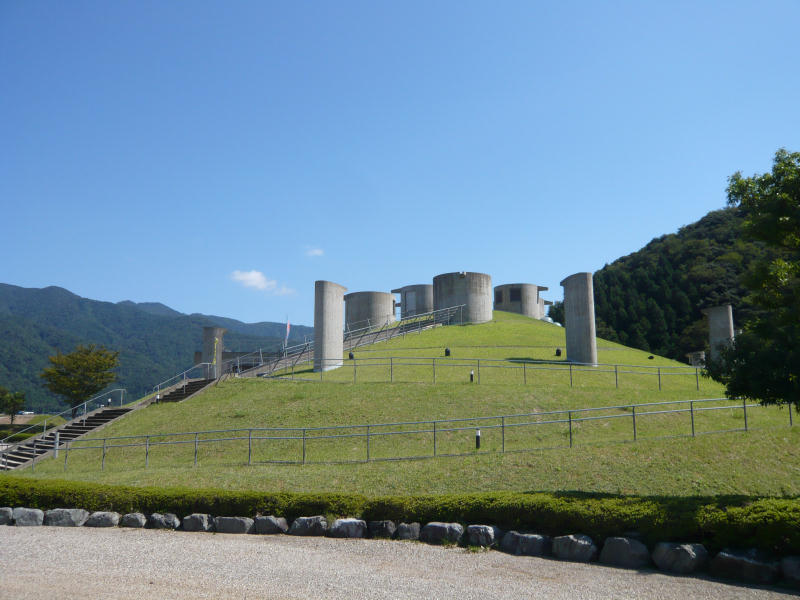
若狭三方縄文博物館

- 天徳寺 - 若狭観音霊場9番札所北陸三十三ヵ所観音霊場6番札所。
  - 瓜割の滝 - 天徳寺に湧く冷水全国名水百選。
- 三方石観世音 - 若狭観音霊場番外札所、北陸観音霊場7番札所。
- 弘誓寺 - 若狭観音霊場8番札所。
- 慈眼寺 - 若狭観音霊場7番札所。
- 宝泉院 - 若狭観音霊場7番札所北陸白寿観音霊場3番札所。多田寺管理。
- 浦見川 - 水月湖と久々子湖をつなぐ江戸時代中期に作られた人工水路。
- 鳥浜貝塚 - 縄文遺跡
- ユリ遺跡 - 縄文遺跡
  - 若狭三方縄文博物館に主な出土遺物である丸木舟などがてんじされている。
- 御神島 - 海域公園指定。

### 観光スポット
- 若狭町歴史文化館 - 町上中庁舎に併設。
- みかた温泉
- 虹岳島温泉
- 福井県嶺南牧場
- かみなか農楽舎
- 西田梅林
- わかさカントリークラブ（ゴルフ場）
- 福井県海浜自然センター（マリーンパーク）
- 三方五湖観光船レイククルーズ
- 食見海海水浴場
- 小川海水浴場
- 塩坂越海水浴場
- 世久見海水浴場
- 常神海水浴場
- 神子海水浴場
- 遊子海水浴場

海水浴場は環境省により海域公園に指定されている。

### 特産品
- 福井梅
- 天然ウナギ
- 若狭クエ
- 若狭塗

## 出身人物
- 津々見忠季（平安時代末期から鎌倉時代初期にかけての武将）旧遠敷郡玉置荘津々見保（遠敷郡堤村、玉置村など。現・福井県三方上中郡若狭町堤）の地頭職に補任
- 沼田麝香（戦国時代の女性、細川藤孝（幽斎）の正室）若狭町熊川出身
- 松木庄左衛門（江戸時代前期の小浜藩の義民）旧遠敷郡新道村出身
- 松木庄吉（彫刻家、第6回文展に「逆風」を出品して特選。第二次世界大戦で戦死）旧遠敷郡熊川村新道（現在の若狭町新道）生まれ
- 江戸千太郎（外交官）旧三方町出身
- 佐久間勉（海軍大尉、大日本帝国海軍、第六潜水艇隊艇長）旧三方郡八村出身
- 伊藤竹之助（実業家、伊藤忠商事社長）旧遠敷郡熊川村生まれ
- 井上富三（実業家、呉羽紡績社長、伊藤忠商事取締役）旧遠敷郡熊川村生まれ
- 杉生糺（弁護士、初代名古屋高等裁判所長官）旧三方町出身
- 今井長太郎（郷土植物学者）旧三方町出身
- 小堀憲（数学者、京都大学名誉教授、京都府立大学学長、京都産業大学副総長）旧三方町出身
- 渡辺明（初代「ゴジラ」特殊美術監督）旧三方町出身
- 中川平太夫（政治家、福井県知事）旧上中町出身
- 須磨千頴（歴史学者、南山大学名誉教授）三方郡出身
- 千田千代和（政治家、初代若狭町長）旧三方町出身
- 村上利夫（政治家、第8代小浜市長）旧上中町出身
- 岡本寛昭（工学者、国立舞鶴工業高等専門学校名誉教授）旧上中町出身
- 森下裕（政治家、第2代若狭町長）旧上中町出身
- 小林栄三（実業家、伊藤忠商事特別理事）旧上中町出身
- 川上仁一（武術家、忍術研究家）旧上中町出身
- 入江文敏（考古学者）旧三方町出身
- 小堀秀行（弁護士）旧三方町出身
- 荻野正二（バレーボール選手）旧上中町出身
- 宇野和博（視覚障害教育者、筑波大学附属視覚特別支援学校教諭）
- 吉田丈人（理学者、生物学者）
- 大南博美（陸上競技選手）旧三方郡三方町出身
- 大南敬美（陸上競技選手）旧三方町出身
- 渡辺英朗（政治家、第3代若狭町長）旧三方町出身
- 今川裕代（ピアニスト）旧三方町鳥浜（4歳まで）、小浜市育ち
- 角森脩平（美容整体師）旧三方郡出身
- 若新雄純（実業家、プロデューサー）福井市生まれ、旧上中町育ち
- 吉田圭吾（福井テレビジョンアナウンサー）旧名田庄村生まれ、旧三方町育ち
- 宮吉拓実（プロサッカー選手、Jリーグ・京都サンガF.C.所属）若狭町生まれ、滋賀県大津市真野育ち
- 中村瑠璃奈（女優、ファッションモデル）旧上中町出身
- 松田祐実（HKT48、Fortune cherry）旧三方町出身